# Inflatón
El inflatón es la partícula cuántica mediadora de un campo campo escalar hipotético, el campo inflatónico, que ha sido postulado en cosmología como el responsable de la hipotética inflación sufrida en el universo durante su etapa más temprana. Según la teoría inflacionaria, el campo del inflatón establecería el mecanismo para conducir el período de rápida expansión existente desde 10-35 a 10-34 segundos después de la explosión inicial que formó el universo. Existen varios problemas cosmológicos que llevaron a proponer la existencia del inflatón como solución posible para los hechos observados, entre ellos están el problema de la causalidad en el horizonte y el problema de la planitud y el ajuste fino del universo.
El estado de energía más bajo del campo del inflatón puede ser o puede no ser un estado de energía nula. Esto dependería de la densidad de energía potencial del campo elegido. Antes de la etapa de expansión, el campo del inflatón estaba en un estado de mayor energía. Fluctuaciones cuánticas aleatorias provocaron una transición de fase, por lo que el campo de inflación liberó su energía potencial en forma de materia y radiación, ya que se estableció en su estado de menor energía. Esta acción generó una fuerza repulsiva que llevó a la parte del universo observable a una ampliación desde aproximadamente 10-50 metros de radio a los 10-35 segundos hasta casi 1 metro de radio a los 10-34 segundos. Debe notarse, que existen diferentes modelos de inflación cósmica que difieren en algunos detalles y eso afecta a las propiedades del hipotético inflatón, según las diversas teorías.
Una vez que el campo del inflatón se ha desintegrado y los productos de desintegración se han desplazado hacia el rojo, sería reemplazado por el curvatón como componente dominante de la densidad de energía, generando perturbaciones de curvatura capaces de generar un espectro plano de perturbaciones en la radiación de fondo de microondas (CMB).